# Християнсько-соціальна народна партія (Люксембург)
Християнсько-соціальна народна партія (люксемб. Chrëschtlech Sozial Vollekspartei, фр. Parti populaire chrétien social, нім. Christlich Soziale Volkspartei, CSV) — люксембурзька християнсько-демократична політична партія. Партія була створена у 1944 році. Партія має 26 місць із 60 у парламенті Люксембургу та 3 місця із 6 виділених для Люксембургу в Європарламенті (входить до фракції Європейської народної партії).
Партія очолює теперішню урядову велику коаліцію, до якої входить також Люксембурзька соціалістична робітнича партія (ЛСРП).

## Історія
16 січня 1914 року створена Партія правих, що стояла біля витоків CSV. У 1944 році на базі Партії правих створена Християнсько-соціальна народна партія.
На перших виборах після Другої світової війни у 1945 році партія отримала 25 з 51 місць (до абсолютної більшості голосів не вистачило одного місця). З 1945 по 1974 роки партія очолює уряд. У 1974 році партія переходить в опозицію вперше, коли лідер Демократичної партії Гастон Торн стає прем'єр-міністром у коаліції з ЛСРП.
У 1979 році партія знову повертається в уряд після його перемоги на виборах. П'єр Вернер стає прем'єр міністром. 1984 році представник партії Жак Сантер стає прем'єр міністром. У 1995 році уряд очолює Жан-Клод Юнкер, а Жак Сантер стає президентом Європейської комісії.
З 2004 року партія очолює урядову коаліцію разом із Люксембурзькою соціалістичною робітничою партією.

## Участь у виборах
| Рік  | Голосів % | Місце | Місць | Місце | Уряд |
| ---- | --------- | ----- | ----- | ----- | ---- |
| 1945 |           |       | 25    | 1-е   | Так  |
| 1948 |           |       | 22 ▼  | 1-е   | Так  |
| 1951 |           |       | 21 ▼  | 1-е   | Так  |
| 1954 | 42,4      | 1-е   | 26 ▲  | 1-е   | Так  |
| 1959 | 36,9 ▼    | 1-е   | 21 ▼  | 1-е   | Так  |
| 1964 | 33,3 ▼    | 2-е ▼ | 22 ▲  | 1-е   | Так  |
| 1968 | 35,2 ▲    | 1-е ▲ | 21 ▼  | 1-е   | Так  |
| 1974 | 27,6 ▼    | 2-е ▼ | 18 ▼  | 2-е   | Ні   |
| 1979 | 34,5 ▲    | 1-е ▲ | 24 ▲  | 1-е   | Так  |
| 1984 | 34,9 ▲    | 1-е   | 25 ▲  | 1-е   | Так  |
| 1989 | 32,4 ▼    | 1-е   | 22 ▼  | 1-е   | Так  |
| 1994 | 30,3 ▼    | 1-е   | 21 ▼  | 1-е   | Так  |
| 1999 | 30,1 ▼    | 1-е   | 19 ▼  | 1st   | Так  |
| 2004 | 36,1 ▲    | 1-е   | 24 ▲  | 1-е   | Так  |
| 2009 | 38,0 ▲    | 1-е   | 26 ▲  | 1-е   | Так  |